# Дорожный контроль
Дорожный контроль (укр. Дорожній Контроль) — общественный проект и одноимённая газета по защите прав водителей на Украине от противоправных действий сотрудников милиции. Участники проекта используют видеофиксацию нарушений сотрудников милиции с последующим её обнародованием на видеохостинге Youtube и последующим использованием как доказательства при подаче жалоб и судебных исков против противоправных действий милиции, в частности сотрудников автоинспекции (укр. ДАІ). Руководитель проекта — Ростислав Шапошников. Активисты проекта (не журналисты газеты) не имеют какого-либо юридического статуса и действуют самостоятельно.

## Деятельность проекта
Сайт и форум «Дорожный контроль» (ДК) популярен у водителей и содержит коллекцию видео из различных регионов Украины, главными героями сюжетов являются работники ГАИ. В представленных видеосюжетах сотрудники ГАИ беспричинно останавливают транспортные средства, не сообщают сути совершенного правонарушения или же фальсифицируют последнее; в некоторых видеороликах сотрудники ГАИ оскорбляют водителей и вымогают взятки.
Также в рамках проекта появились отдельные ветки, в которых активисты занимаются отслеживанием состояния дорожного полотна, инфраструктуры.
14 февраля 2012 года деятельность сайта была временно прекращена в связи с поданным иском инспектора «Кобры» ГАИ МВД Гетманцева к «Дорожному контролю». 16 февраля решение о блокировке сайта было отменено.

## Нападение на Ростислава Шапошникова
24 марта 2012 года на руководителя проекта Ростислава Шапошникова было совершено нападение. Двое неизвестных во дворе его дома на Троещине затолкали его в джип, надели пакет на голову, вывезли за пределы города, избили и бросили на дороге. В «Дорожном контроле» нападение связали с профессиональной деятельностью Шапошникова.
30 марта под стенами МВД прошел митинг против избиения Шапошникова и за надлежащее расследование дела с участием более 200 активистов из разных областей Украины.
Это преступление, как и многие другие, так и не было раскрыто, а руководство МВД назвало произошедшее «пиаром» со стороны руководителя ДК. Порталом Liga.net было произведено голосование — кто же, по мнению общественности, стоял за организацией избиения Шапошникова, большинство опрошенных (89.75 %) склонились к варианту «Сотрудники милиции/ГАИ». 6 % проявило сомнение в факте нападения на Ростислава сотрудниками ГАИ и посчитало, что нападение было инсценировано с целью пиара.

## Нападения на активистов и журналистов ДК
Деятельность активистов ДК связана с повышенным риском для здоровья и целостности их имущества. В СМИ регулярно сообщается о поджогах транспортных средств активистов и журналистов ДК, а также нанесение им телесных увечий.

## Раскол Дорожного Контроля
В течение 2011-2013 гг. активисты в Луганске, Харькове, Одессе, Севастополе, Запорожье и Киеве, несогласные с политикой руководства ДК заявили о выходе из основной организации и проводят независимую от ДК деятельность, используя при этом название «ДК+название города деятельности» (например «Дорожный Контроль Одесса»), чтобы явно дистанцироваться от ДК. Руководство Дорожного Контроля такие общественные образования классифицирует как свои «клоны» и предупреждают, что данное название так же могут использовать мошенники. Единственной организацией с отличным названием стало днепропетровское сообщество «Зов Закона». Также часть запорожской ячейки некоторое время действовала под названием «Защита прав автомобилиста», но из-за внутренних разногласий и конфликтов долго не просуществовала. После чего оставшиеся активисты приняли решение о создании сайта «Дорожный контроль Запорожье».
По мнению ДК, основная причина выхода этих активистов и создание «клонов» — руководить «своим Дорожным контролем» не подчиняясь основному руководству в Киеве.
Деятельность данных организаций находится в более правовом-бумажном русле — их активисты не проводят резонансных расследований либо провокаций, не участвуют в судебных разбирательствах нарушений сотрудников автоинспекции. Основной деятельностью этих организаций является:
- фиксация нарушений сотрудников ГАИ;
- жалобная работа с органами ГАИ, Автодорами, местными органами власти по вопросам обеспечения безопасности дорожного движения;
- разъяснительная работа в сети Интернет по НПА в сфере дорожного движения посредством публикаций и прямых эфиров на Youtube.

Так же есть некоторые[какие?] сайты, которые пытаются быть клоном ДК во всеукраинском масштабе. В отличие от региональных сайтов, которые занимаются в основном решением проблем на местном уровне, данные клоны ставят цель подорвать деятельность активистов ДК на всеукраинском уровне.

## Дорожный Контроль иЕвромайдан
С самого начала Евромайдана на Украине Дорожный контроль официально поддержал его и активно продолжает в нём участвовать, в том числе в составе Автомайдана. Основной деятельностью ДК на Евромайдане было недопущение препятствования подъезда автотранспорта с митингующими, пищей, одеждой, оборудованием на Евромайдан, а также участие в Автомайдане.
Также при событиях 1 декабря 2013 г. возле Администрации Президента был замечен бывший журналист ДК Андрей Дзиндзя, которого позже арестовали по подозрению в организации массовых беспорядков. Суд оставил Дзиндзю на 2 месяца в СИЗО, но 27 января 2014 года суд выпустил его на свободу согласно т. н. «законам об амнистии», которые запрещают преследование участников массовых акций на Евромайдане. Его адвокат, Виктор Смалий, который был ранее арестован по подозрению в нападении на судью во время заседания по делу Дзиндзи, был освобожден из-под стражи 23 февраля согласно постановлению Верховной рады Украины 21 февраля 2014 года.,

## Деятельность Дорожного контроля
- roadcontrol.org.ua — официальный сайт Дорожный контроль
- Видеоканал Дорожный контроль на YouTube
- Официальная страница Дорожный контроль в социальной сети Facebook
- Дорожный контроль в X